# ليو تشنغ
ليو تشنغ (بالصينية: 刘成) هو لاعب كرة الريشة صيني، ولد في 4 يناير 1992 في سامينغ في الصين.

## وصلات خارجية
- ليو تشنغ على موقع BWF.tournamentsoftware.com (الإنجليزية)
- ليو تشنغ على موقع BWFbadminton.com (الإنجليزية)